# Мовна межа
Мо́вна межа́ або мо́вний кордо́н — умовна лінія, що зв'язує постійні населені пункти, розташовані на краях ареалу поширення двох мов. 
Мовні кордони змінюються з часом, можуть не збігатися з політичними кордонами, викликаючи міждержавні та міжетнічні конфлікти. Часто внаслідок зміни мовних кордонів утворюються мовні острови — анклави або ексклави. Мовні кордони не завжди збігаються з природними географічними бар'єрами. Вивченням мовних кордонів займається лінгвістична географія.

## Особливості
Мовна межа за ступенем вираженості може суттєво різнитися на різних своїх ділянках. Наприклад, у районі Фуліньї (Мозель, Франція) перехід від романського до германського ареалу довгий час впадав ув око за всіма параметрами (мова, культура, архітектура). Водночас у районі Брюсселя (Бельгія) дотепер певною мірою зберігається суміш мовних і культурних уподобань населення (часто асиметричне).

## Зауваження

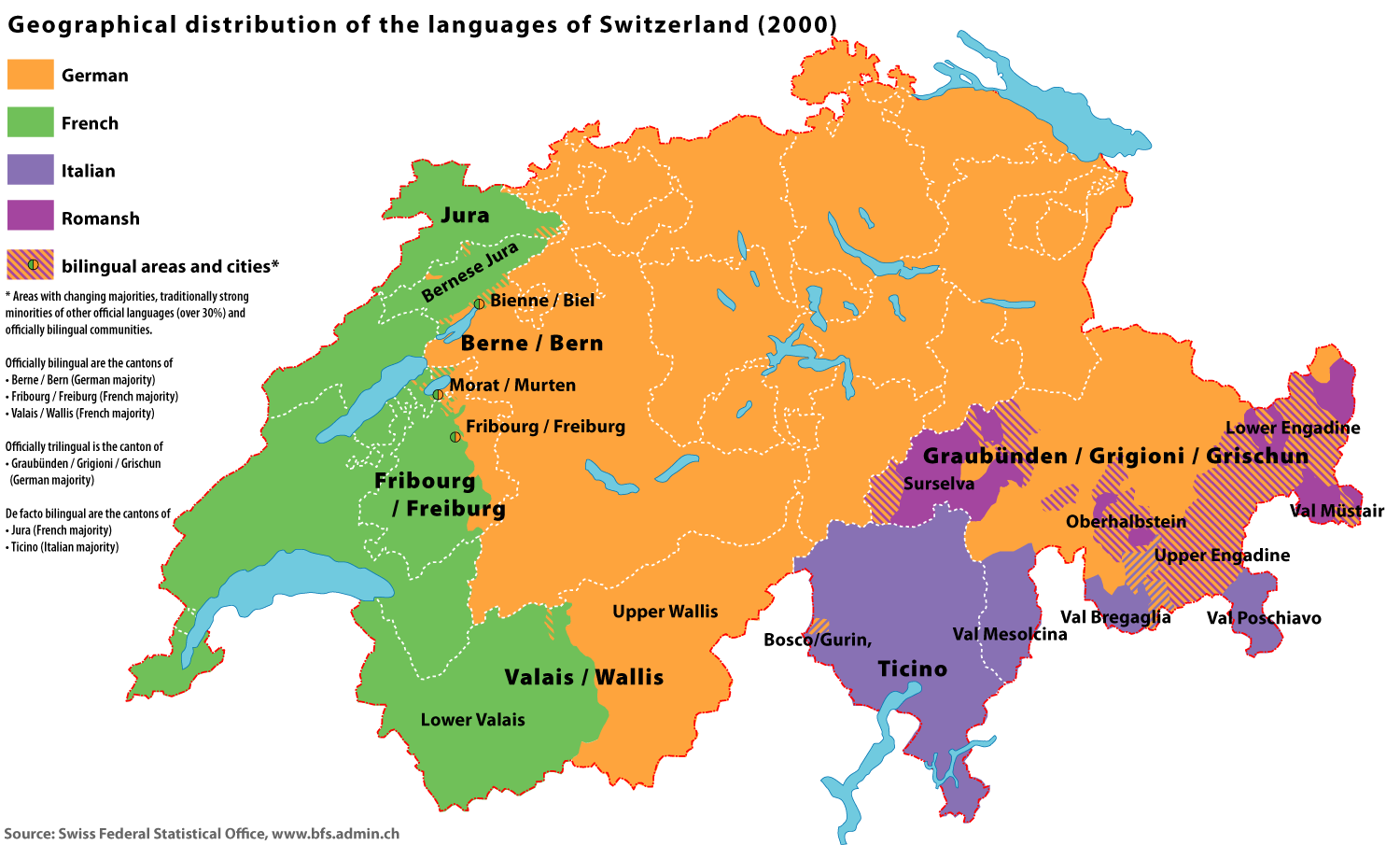
Області поширення французької (зелений) і німецької (помаранчевий) мов у Швейцарії

У випадку з двома контактуючими близькородинними мовами зазвичай розглядають не мовні кордони, а діалектний континуум, що розпадається на смуги — ізоглоси. Саме тому нижньонімецька мова на північному заході Німеччини поступово переходить у нідерландські діалекти. Жителі по обидва боки кордону легко розуміють одне одного, вважаючи, що розмовляють однією мовою, хоча фактично на сході розмовляють нижньонімецьким діалектом, а на заході — нідерландським.

## Приклади
- Романсько-германська мовна межа в Мозелі, Лотарингії й Ельзасі, підвладна змінам у часі[2][3].
- Бельгійська мовна межа, офіційно закріплена в середині XX століття;
- Франко-німецька мовна межа в Швейцарії (Рьоштіграбен)[4][5].
- Франко-бретонська мовна межа на півострові Бретань у середні віки.
- Іспансько-баскська мовна межа.
- Італійсько-словенська мовна межа.

## XX століття
Унаслідок бурхливих політичних подій XX століття (війни, депортації тощо), цілий ряд мовних кордонів зник, збігшись з новими адміністративними кордонами держав. Такою, наприклад, була доля колишнього чесько-німецького мовного кордону в Богемії, німецько-польського кордону в Східній Європі (див. Повернуті землі).